# Lokalna i područna (regionalna) samouprava u Hrvatskoj
Ustav Republike Hrvatske jamči hrvatskim građanima pravo na lokalnu i područnu (regionalnu) samoupravu. Ono obuhvaća prava na
- samostalnost u obavljanju lokalnih poslova
- vlastite prihode
- slobodno raspolaganje prihodima
- samostalno uređivanje unutarnjeg ustrojstva
- samostalno uređivanje djelokruga svojih tijela
- neposredan izbor članova predstavničkih tijela.

Pravo na lokalnu i područnu samoupravu ostvaruje se putem lokalnih i područnih tijela koja su sastavljena od članova izabranih na slobodnim i tajnim izborima, na temelju neposrednog, jednakog i općeg biračkog prava. Građani mogu i neposredno sudjelovati u upravljanju lokalnim poslovima putem zborova, referenduma i drugih oblika neposrednog odlučivanja u skladu sa zakonom i statutom.
Jedinice lokalne samouprave jesu hrvatske općine i gradovi. Jedinice lokalne samouprave obavljaju poslove iz lokalnog djelokruga kojima se neposredno ostvaruju potrebe građana, a osobito poslove koji se odnose na uređenje naselja i stanovanja, prostorno i urbanističko planiranje, komunalne djelatnosti, brigu o djeci, socijalnu skrb, primarnu zdravstvenu zaštitu, odgoj i osnovno obrazovanje, kulturu, tjelesnu kulturu i sport, zaštitu potrošača, zaštitu i unapređenje prirodnog okoliša, protupožarnu i civilnu zaštitu.
Jedinice područne samouprave jesu hrvatske županije. Jedinice područne (regionalne)  samouprave obavljaju poslove od područnog (regionalnog) značenja, a osobito poslove koji se odnose na školstvo, zdravstvo, prostorno i urbanističko planiranje, gospodarski razvoj, promet i prometnu infrastrukturu te planiranje i razvoj mreže obrazovnih, zdravstvenih, socijalnih i kulturnih ustanova.

## Propisi
- Ustav Republike Hrvatske
- Zakon o lokalnoj i područnoj (regionalnoj) samoupravi (Narodne novine 33/01 60/01, 129/05, 109/07, 125/08, 36/09, 150/11, 144/12, 19/13, 137/15, 123/17)[1]
- Zakon o Gradu Zagrebu (Narodne novine 62/01, 125/08, 36/09, 119/14)[2]
- Zakon o lokalnim izborima (Narodne novine NN 144/12, 121/16)[3]
- Zakon o financiranju jedinica lokalne i područne (regionalne) samouprave (Narodne novine 117/93, 69/97, 33/00, 73/00, 127/00, 59/01, 107/01, 117/01, 150/02, 147/03, 132/06, 26/07, 73/08, 25/12, 147/14, 100/15, 115/16)[4]
- Zakon o područjima županija, gradova i općina u Republici Hrvatskoj (Narodne novine 86/06, 125/06, 16/07, 95/08, 46/10, 145/10,  37/13, 44/13,  45/13, 110/15)[5]

## Poveznice
- Zastave i grbovi hrvatskih županija
- Dodatak:Popis općina u Hrvatskoj
- Dodatak:Popis gradova u Hrvatskoj
- Dodatak:Popis gradova i općina u Hrvatskoj po županijama
- Dodatak:Popis gradova u Hrvatskoj po županijama

## Vanjske poveznice
- Udruga gradova u RH